# Farou (Dan-Issa)
Farou ist ein Dorf in der Landgemeinde Dan-Issa in Niger.

## Geographie
Das von einem traditionellen Ortsvorsteher (chef traditionnel) geleitete Dorf liegt an der Staatsgrenze zu Nigeria. Es befindet sich rund sechs Kilometer südlich des Hauptorts Dan-Issa der gleichnamigen Landgemeinde, die zum Departement Madarounfa in der Region Maradi gehört. Zu den Siedlungen in der näheren Umgebung von Farou zählen Firdji im Osten, Dabira im Südwesten, Angoual Roumdji im Westen und N’Yelwa im Nordwesten.
Farou ist Teil der Übergangszone zwischen Sahel und Sudan. Die durchschnittliche jährliche Niederschlagsmenge beträgt hier zwischen 500 und 600 mm.

## Bevölkerung
Bei der Volkszählung 2012 hatte Farou 429 Einwohner, die in 57 Haushalten lebten. Bei der Volkszählung 2001 betrug die Einwohnerzahl 108 in 16 Haushalten.
Die Bevölkerungsdichte in diesem Gebiet ist für nigrische Verhältnisse hoch.

## Wirtschaft und Infrastruktur
Das Gebiet der Ebenen im südlichen Teil der Region Maradi, in dem das Dorf liegt, ist von einer anhaltenden Degradation der ackerbaulichen Flächen gekennzeichnet, die mit der hohen Bevölkerungsdichte in Zusammenhang steht. Eine Wasserleitung zu landwirtschaftlichen Zwecken, die vom Gemeindehauptort Dan-Issa nach Farou führt, wurde 2019 fertiggestellt. Es gibt eine Schule im Ort.
Durch Farou führt die 49,2 Kilometer lange und asphaltierte Nationalstraße 9 zwischen der Regionalhauptstadt Maradi und der Staatsgrenze. Hier zweigt die einen Kilometer lange Route 436 ins Nachbardorf Firdji ab. In Farou befindet sich ein Grenzposten zu Nigeria.